# Иван Стайков
Иван Петков Стайков е български композитор, аранжор, поет и пианист.

## Биография
Роден е на 31 март 1931 г. в София. Ученик е на големия пианист и композитор Димитър Ненов (1902 – 1953). Завършва Държавната музикалната академия в София през 1956 г. със специалност пиано. Професионалната си кариера започва като аранжор и работи в много тясно сътрудничество с Йосиф Цанков и Биг-бенда на Българското национално радио. Иван Стайков е автор на музика за филми, на популярна музика, джаз, класическа музика и мюзикъли, текстове на песни (на български и английски). През 1971 г. пише първия си мюзикъл за сцена („Под командите на любовта“ – за Армейския естраден ансамбъл), а на следващата година създава музиката и аранжиментите на първия български филмов мюзикъл „Бягство в Ропотамо“ („Get Away To Ropotamo“). Следват още три мюзикъла за сцена, както и опера и мюзикъл за куклен театър. Пише музика и за филми. През 2002 г. Иван Стайков работи в сътрудничество с проф. Найден Андреев по ораторията „Моление“ – за духовно лице, солисти, смесен хор и симфоничен оркестър. През 2009 г. участва като оркестратор във филма „Love.net“.

## Творчество
- Стотици аранжименти за биг-бенд и симфоничен оркестър
- Голям брой песни, на много от които е автор и на текста (на български и английски език)
- Десетки оркестрови джазови пиеси в негов самобитен, оригинален български стил
- Концерт за бас кларинет и симфоничен оркестър (неизпълняван)
- Театрална музика и мюзикъли
- Оригинална творческа редакция на клавирни и вокални произведения на Димитър Ненов

Редактирал е за печат клавирни и вокални произведения на Димитър Ненов, а през 1980 – 82 г. възстановява по скици и по памет неговата Втора симфония – „Поема на българската земя“, оркестрацията на която се приема особено възторжено.
Други творби, свързани с неговия учител Димитър Ненов:
- Редактира и издава песните му;
- Редакция на „Коледа“ – поема за солисти, хор и оркестър.
- „Миниатюри“ – транскрипция за симфоничен оркестър (Ненов-Стайков),
- Пълна изпълнителска редакция на „Вариации във Fis“,
- „Токата“ (Ненов-Стайков) – транскрипция за голям симфоничен оркестър (неизпълнявана).

### Музика за филми
- „Цирк“ (1962) – анимационен филм
- „Бягство в Ропотамо“ (1973) – първият български игрален филм мюзикъл. Премиера на 13.07.1973 г.
- „Здрачаване“ (тв, 1976) – игрален филм
- „Пътешествие със сал“ (музика и автор на текст) (1977) – игрален филм
- „Двойникът“ (1979) – игрален филм
- „Господин за един ден“ (1983) – игрален филм
- „Да обичаш на инат“ (1986) – игрален филм
- „Рапсодия в 7“ – за симфоничен оркестър

## Отличия и награди
През 1977 г. е отличен на един от най-големите световни конкурси за популярни песни на фондация „Yamaha“, като неговата песен е избрана от конкуренция с над 1700 участници. Това е песента „Once Again“ (музика, текст & аранжимент Иван Стайков), изпълнена от Мими Николова.
През 2000 г. печели наградата на публиката с „Рапсодия в 7“ на конкурс в Пловдив, организиран от фондация „Св. Георги Победоносец“, намираща се в Балтимор (САЩ). През 2003 г. е избран за член на Международната Славянска академия в Санкт Петербург, в качеството на професор.
Носител на орден „Кирил и Методий“ – I степен (1981).
На професор Иван Стайков е наречена улица в жилищен комплекс „Малинова долина“ в София (Карта).

## Личен живот
Иван Стайков е женен за поп певицата Снежина Темелкова, с която имат дете.